# Musca capensis
Musca capensis este o specie de muște din genul Musca, familia Muscidae, descrisă de Zielke în anul 1971. Conform Catalogue of Life specia Musca capensis nu are subspecii cunoscute.